# Mallorcai masztiff

## Testfelépítése
A mallorcai masztiff közepes nagyságú, izmos felépítésű, erős kutya, amelynek teste elülső része kissé erősebben fejlett a hátsónál. A teste viszonylag rövid és enyhén ívelt. A far széles. Az alacsonyan tűzött faroknak egészen a csánkig kell érnie. A farok tövénél vaskos, majd fokozatosan elhegyesedik. Mellső része széles, hatalmas, mély mellkasa egészen könyökig ér. Az egyenes és izmos lábak vastag csontozatúak. Az erős mancsokon szorosan záródó ujjak találhatók. Vastag és izmos nyakán egy kicsit laza a bőr. Csaknem négyszögletes koponyája igen széles és masszív, homloka széles és lapos. A stop jól látható. Az arcorri rész széles és erős. A kis fülek magasan tűzöttek, s a kutya áthajítva, hátracsapva hordja őket. Ovális alakú szemei egymástól távol ülnek, viszonylag nagyok és kissé ferde metszésűek. A mallorcai masztiff alsó harapású. A rövid, durva szőrzet érdes tapintású. A mallorcai masztiff csíkos, sárga vagy fekete színű lehet, a fekete maszk elfogadható, szemei sötétek.

## Jelleme
Igen magabiztos, értelmes, figyelmes és éber fajta. Természetéből adódóan meggyőző módon őriz mindent és mindenkit, amit és akit értelmesnek tart. Nagyon bátor, nem kíméli magát, s igen erősen kötődik a gazdájához és családjához. Általában nem ugat sokat. A mallorcai masztiff igen barátságos és békés a család tagjaival szemben. Őrző-védő feladatát nagyon komolyan veszi, a hívatlan vendég még a kertkapun sem juthat be. Ha azonban az újonnan érkezettek a gazda szerint rendben vannak, akkor elfogadja őket. A gyerekekkel rendszerint meglehetősen türelmes. Más, vele azonos nemű kutyákkal domináns, harcra készen viselkedhet. A macskákkal és egyéb háziállatokkal jól megfér, feltéve ha már kölyökkora óta hozzájuk szoktatták.

## Méretei
- Marmagasság: kan: 55–58 cm, szuka: 52–55 cm
- Testtömeg: kan: 35–38 kg, szuka: 30–40 kg
- Táplálékigény: 2500-3000g/nap
- Várható élettartam: 10-11 év
- Minimális fej körméret 56 cm
- Minimális mellkas körméret 76 cm

## Alkalmazásai
Értelmes kutya, nagyon gyorsan tanul. A hosszan elnyúló foglalkozás nem való neki, bár általában igyekszik gazdája kedvében járni. Nem kell attól tartani, hogy afféle mindenki kutyája lesz. Nevelése során nagy hangsúlyt kell fektetni az emberekkel való szocializációra. Mindez nem csorbítja őrző-védő képességeit. A nyugodt, de erős gazda hozhatja ki belőle a legtöbbet. Ez a meglehetősen ritka fajta már-már csak a figyelmes társ szerepét tölti be.

## Külső hivatkozások
- Egy buldog Mallorcáról fajtaismertető és FCI standard[halott link]
- Mallorcai masztiff fajtaismertető a Kutya-Tár-ban